# Rivière Paradise (Labrador)
La rivière Paradise (anglais : Paradise River) (rivière du Paradis) est un fleuve d'environ 180 km de long situé à l'est de la péninsule du Québec-Labrador, au Labrador dans la province canadienne de Terre-Neuve-et-Labrador.
C'est un des plus longs fleuves de la sous-province du Labrador.

## Description
La rivière Paradise prend sa source dans un lac sans nom situé à 450 mètres d'altitude (52° 29′ 31″ N, 57° 49′ 13″ O) au sud-est du Labrador, dans une zone de collines culminant à 535 mètres d'altitude et parsemée de tourbières, étangs et lacs.
A proximité se trouvent les sources de la rivière Alexis (anglais : Alexis River) (vers l'est et l'océan Atlantique), de la rivière St. Lewis (anglais : St. Lewis River) (vers l'est et l'océan Atlantique) et de la rivière Saint-Paul (anglais : St. Paul River) (vers le sud et le golfe du Saint-Laurent).
Le petit cours d'eau s'écoule sur le plateau en traversant une série de petits lacs puis se dirige vers le sud-ouest en serpentant à travers les forêts et les tourbières avec de nombreux méandres et plusieurs bras-morts. Le ruisseau devient une rivière en recevant un petit affluent venu du sud (52° 28′ 18″ N, 57° 54′ 38″ O) puis se jette dans un vaste lac sans nom située à 395 mètres d'altitude (52° 29′ 08″ N, 57° 58′ 03″ E).
La rivière Paradise ressort au nord-ouest, s'écoulant sur un plateau de tourbières boisées. Elle reçoit un affluent notable en rive droite venu de l'est (52° 32′ 57″ N, 58° 02′ 47″ O) et traverse une série de lacs vers le nord en se renforçant progressivement. Elle atteint une zone de vastes tourbières à 360 mètres d'altitude (52° 38′ 25″ N, 58° 05′ 28″ O) en effectuant un coude vers l'est. Plusieurs affluents convergent dans cette zone et la rivière Paradise devient un abondant cours d'eau en aval en se dirigeant à nouveau vers le nord (52° 41′ 46″ N, 57° 56′ 22″ O).
La rivière Paradise traverse alors une série de rapides toujours au milieu de vaste tourbières, s'encaisse dans une vallée dans un secteur au relief vallonné, puis dans des gorges boisées (52° 48′ 19″ N, 57° 54′ 12″ O). La rivière Paradise se renforce par l’apport d'affluents notables en rive droite (52° 53′ 20″ N, 57° 46′ 44″ O) et gauche (52° 56′ 03″ N, 57° 45′ 36″ O).
L'altitude décroît rapidement et à la sortie du plateau la rivière atteint une altitude de 190 mètres (52° 48′ 19″ N, 57° 54′ 12″ O). La rivière Paradise s'élargit et forme plusieurs îles en se dirigeant vers le nord-est. Elle reçoit un affluent notable en rive gauche (53° 02′ 49″ N, 57° 36′ 13″ O) puis ses deux principaux affluents en rive droite (53° 03′ 22″ N, 57° 32′ 24″ O prenant sa source dans un étang au sud-ouest à 380 mètres d'altitude (52° 50′ 19″ N, 57° 31′ 07″ O), puis 53° 03′ 33″ N, 57° 31′ 37″ O prenant sa source dans un petit lac à l'est à 390 mètres d'altitude (53° 07′ 09″ N, 57° 02′ 19″ O)).
La large rivière tourne et se dirige vers le nord. Elle passe sous la route 510 (route Translabradorienne), traverse une série de larges rapides sur près de 13 km, atteint une zone calme où elle s'élargit nettement à 50 mètres d'altitude (53° 10′ 40″ N, 57° 38′ 44″ O) et reçoit un important affluent en rive gauche (53° 11′ 01″ N, 57° 39′ 17″ O) issu de la réunion de plusieurs rivières drainant l'ouest du bassin de la rivière Paradise au contact du bassin de la rivière Eagle qui coule au nord-ouest.
La rivière Paradise traverse une zone avec deux forts rapides (53° 15′ 07″ N, 57° 38′ 33″ O) avant de rejoindre un lac allongé avec deux îles intérieures qui communique en rive gauche avec deux vastes lacs (53° 20′ 23″ N, 57° 34′ 37″ O et 53° 23′ 52″ N, 57° 27′ 35″ O) et qui s'évacue en rive droite par de modeste rapides (53° 18′ 01″ N, 57° 34′ 30″ O).
Le cours de la rivière atteint quasiment le niveau de la mer par un petit delta (53° 20′ 23″ N, 57° 30′ 42″ O). La rivière suit un chenal terminal irrégulier vers le nord-est en passant par le bassin Folletts (53° 23′ 43″ N, 57° 19′ 47″ O).
La rivière Paradise fait un dernier coude à angle droit vers le nord-ouest au niveau des rapides Salt Water, passe devant la petite communauté de Paradise River et rejoint au niveau de la pointe Paradise (anglais : Paradise Point) le bras Paradise (anglais : Paradise Arm) au fond de la baie Sandwich, une baie profonde sur la côte est du Labrador ouvrant sur la mer du Labrador.

## Hydrologie
La rivière Paradise draine une superficie de 5 276 km2, alimentée par 94 affluents.
Le débit de la rivière n'est pas connu, mais en tenant compte d'un débit de 254 m3/s pour la rivière Eagle drainant une superficie de 10 824 km2, on peut estimer le débit de la rivière Paradise à environ 120 m3/s.
Les débits mensuels les plus élevés se produisent généralement pendant la fonte des neiges en mai et en juin.

## Faune piscicole
Les espèces de poissons signalées dans la rivière Paradise sont le saumon atlantique et l'omble de fontaine anadrome et non anadrome. D'autres espèces, comme l'épinoche à trois épines et l'épinoche à neuf épines, l'anguille d'Amérique et le meunier noir, sont presque certainement présentes. Un rapport non confirmé concernant la présence du brochet a également été reçu.

## Flore
Des peuplements matures d'épinette noire et de sapin baumier bordent les rives du fleuve et couvrent les douces collines du bassin versant inférieur.

## Occupation humaine
Le bassin supérieur de la rivière Paradise est situé dans un secteur isolé et inhabité de l'est du Labrador, essentiellement un dédale de petits étangs et de tourbières.
La route 510 (route Translabradorienne) se trouve en aval au nord et contourne le bassin supérieur de la rivière Paradise, en partant de Port Hope Simpson vers le nord-ouest, puis vers le sud-ouest au niveau de l'embranchement de la route 516 non loin du pont franchissant la rivière Paradise (53° 04′ 24″ N, 57° 32′ 24″ O) en direction de Labrador City et du reste du Canada.
La route 516 se dirige vers le nord-est en suivant le cours de la rivière Paradise de quelques centaines de mètres à quelques kilomètres de distance à l'est, et dessert les communautés de Paradise River (via une petite route de désenclavement traversant l'ancien aéroport de Paradise River) et de Cartwright plus à l'est sur la rive sud de la baie Sandwich.
L'établissement de Paradise River s'étire le long de la rive orientale de la rivière Paradise juste en amont de l'embouchure.